# ساک

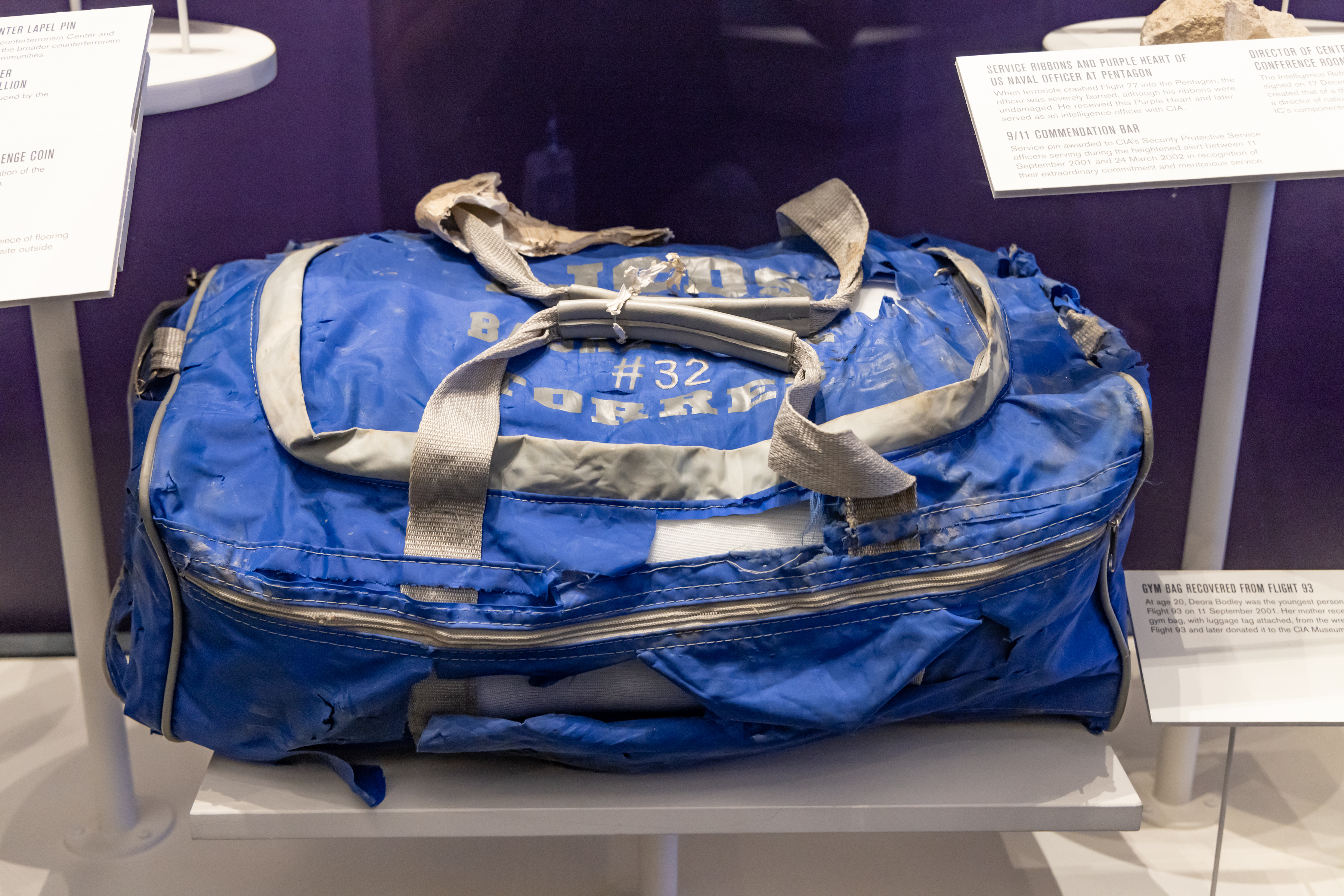
یک ساک بازمانده از پرواز شماره ۹۳

ساک در اصطلاح عام، به نوعی کیف بزرگ گفته می‌شود که برای حمل وسایل مختلف مورد استفاده قرار می‌گیرد. این کیف‌ها معمولاً فضای داخلی زیادی دارند، اغلب از مواد مقاوم ساخته می‌شوند و دارای بندهایی برای حمل دستی یا دوشی هستند. ساک‌ها به خاطر ابعاد و حجمشان، در مواقعی که نیاز به جابجایی وسایل زیادی داریم بسیار کارآمد هستند.
انواع ساک و کاربردهای آن‌ها
۱. ساک دستی یا ساک خرید:
- توضیح: این ساک‌ها معمولاً از جنس‌های سبک مانند پارچه‌های ساک برزنتی، پلاستیکی یا پارچه‌ای ساخته می‌شوند و برای خرید و حمل اجناس از فروشگاه‌ها استفاده می‌شوند.
- کاربرد: حمل مواد غذایی، لباس یا سایر خریدهای روزانه. به دلیل اهمیت محیط زیست، این نوع ساک‌ها جایگزین مناسبی برای کیسه‌های پلاستیکی یکبار مصرف شده‌اند.

۲. ساک ورزشی:
- توضیح: ساک‌هایی با فضای نسبتاً بزرگ که مخصوص حمل وسایل ورزشی مانند لباس، کفش، حوله و تجهیزات جانبی هستند. جنس آن‌ها معمولاً مقاوم، ضدآب و دارای تهویه مناسب است.
- کاربرد: رفتن به باشگاه، استخر، تیم‌های ورزشی، یا مسافرت‌های کوتاه ورزشی.

۳. ساک مسافرتی:
- توضیح: ساک‌هایی با ابعاد بزرگ‌تر که برای حمل لباس و لوازم شخصی در سفرهای کوتاه‌مدت یا به عنوان بارِ دستی در سفرهای هوایی استفاده می‌شوند. تعداد جیب‌ها و بخش‌بندی داخلی‌شان نسبت به سایر ساک‌ها بیشتر است.
- کاربرد: مسافرت، اردو، کمپینگ و سفرهای کاری کوتاه.

۴. ساک مدرسه یا دانشگاه:
- توضیح: برخی ساک‌ها برای حمل کتاب، لپ‌تاپ و لوازم آموزشی استفاده می‌شوند و طراحی خاص و ارگونومیکی دارند.
- کاربرد: مناسب دانش‌آموزان و دانشجویان برای حمل روزانه وسایل مورد نیاز خود.

۵. ساک ورزشی/باشگاهی چرخ‌دار:
- توضیح: نوعی ساک ورزشی یا مسافرتی که دارای چرخ و دسته کشویی است و جابجایی آن را آسان‌تر می‌کند.
- کاربرد: مناسب سفرهای طولانی‌تر یا زمانی که وسایل بیشتری باید حمل کنید.

۶. ساک ابزار:
- توضیح: این ساک‌ها با محفظه‌های مخصوص برای حمل ابزار و تجهیزات فنی طراحی شده‌اند و معمولاً بدنه مقاوم‌تری دارند.
- کاربرد: مناسب تکنسین‌ها، کارگران فنی و افرادی که ابزارهای مختلف را باید با خود جابجا کنند.

جمع‌بندی
ساک نوعی کیف بزرگ و جادار است که بسته به نیاز، جنس و طراحی خاصی دارد و برای حمل وسایل مختلف از خرید روزمره گرفته تا ابزار کار و وسایل سفر و ورزش مورد استفاده قرار می‌گیرد. انتخاب نوع ساک بسته به کاربرد مورد نظرتان می‌تواند راحتی و سهولت بیشتری را برایتان فراهم کند.

## منبع
- ویکی انگلیسی Holdall